# Paula Amaral
Paula Amaral é uma dramaturga, roteirista e autora brasileira. Foi colaboradora das novelas Cheias de Charme e Geração Brasil. Em 2019, assinou a sua primeira novela, Verão 90, em parceria com Izabel de Oliveira.

## Biografia
Nasceu em 05 de dezembro de 1978. Iniciou sua carreira no teatro, escrevendo peças e fazendo adaptações de livros.
Em 1996 se inscreveu na Rede Globo, conseguindo o cargo de roteirista de Caça Talentos, uma série infantil de Ronaldo Santos e Patrícia Moretzsohn, protagonizada pela atriz, apresentadora, modelo e cantora Angélica Ksyvickis.
Em 1999, entrou para a equipe de roteiristas da primeira temporada do seriado Sandy & Júnior, permanecendo até o final da mesma.
Em 2000, começou a colaborar com o texto de Malhação, mas foi em 2002 que conseguiu entrar para a equipe de autores titulares do seriado, graças ao seu bom desempenho e a convite de Ricardo Waddington, diretor da série adolescente, permanecendo até outubro de 2007. A novela adolescente consagrou sua carreira, tornando-a uma autora notável por seus trabalhos.
Em dezembro de 2007, iniciou uma parceria com Renato Aragão, colaborando com o texto de O Segredo da Princesa Lili. Essa parceria lhe rendeu a colaboração de texto na microssérie Poeira em Alto Mar, de 2008, a co-autoria do seriado Deu a Louca no Tempo e autoria de Acampamento de Férias, ambos de 2009, e a sinopse de A Princesa e o Vagabundo, de 2010.
Trabalha atualmente na Rede Globo e, em 2019, estreia sua primeira novela das 7, Verão 90, com a colaboração de Izabel de Oliveira.

## Televisão
| Ano     | Trabalho                   | Escalação        | Parceiros Titulares                           |
| ------- | -------------------------- | ---------------- | --------------------------------------------- |
| 1996–98 | Caça Talentos              | Roteirista       | Denise Bandeira Mauro Wilson Ronaldo Santos   |
| 1999–02 | Sandy & Júnior             | Roteirista       | Adriana Avellar Sarah Lavigne Thiago Martinho |
| 2000    | Malhação 2000              | Colaboradora     | Andréa Maltarolli                             |
| 2001    | Malhação 2001              | Colaboradora     | Andréa Maltarolli                             |
| 2002    | Malhação 2002              | Colaboradora     | Andréa Maltarolli                             |
| 2003    | Malhação 2003              | Colaboradora     | Ricardo Hofstetter                            |
| 2004    | Malhação 2004              | Colaboradora     | Ricardo Hofstetter                            |
| 2005    | Malhação 2005              | Autora principal | Izabel de Oliveira                            |
| 2006    | Malhação 2006              | Autora principal | Izabel de Oliveira                            |
| 2007    | Malhação 2007              | Autora principal | Izabel de Oliveira                            |
| 2007    | O Segredo da Princesa Lili | Roteirista       | Renato Aragão                                 |
| 2008    | Poeira em Alto Mar         | Roteirista       | Renato Aragão                                 |
| 2009    | Deu a Louca no Tempo       | Roteirista       | Renato Aragão                                 |
| 2009    | Acampamento de Férias      | Roteirista       | Renato Aragão Cláudio Lobato Manuela Dias     |
| 2010    | A Princesa e o Vagabundo   | Autora principal | Renato Aragão Paulo Cursino Marcius Melhem    |
| 2012    | Cheias de Charme           | Colaboradora     | Filipe Miguez Izabel de Oliveira              |
| 2014    | Geração Brasil             | Colaboradora     | Filipe Miguez Izabel de Oliveira              |
| 2014    | Segunda Dama               | Autora principal | Heloísa Périssé Isabel Muniz                  |
| 2015    | A Regra do Jogo            | Colaboradora     | João Emanuel Carneiro                         |
| 2019    | Verão 90                   | Autora principal | Izabel de Oliveira                            |